# Astragalus trichopodus
Astragalus trichopodus är en ärtväxtart som först beskrevs av John Torrey och Asa Gray, och fick sitt nu gällande namn av Asa Gray. Astragalus trichopodus ingår i släktet vedlar, och familjen ärtväxter.

## Underarter
Arten delas in i följande underarter:
- A. t. lonchus
- A. t. phoxus
- A. t. trichopodus

## Bildgalleri

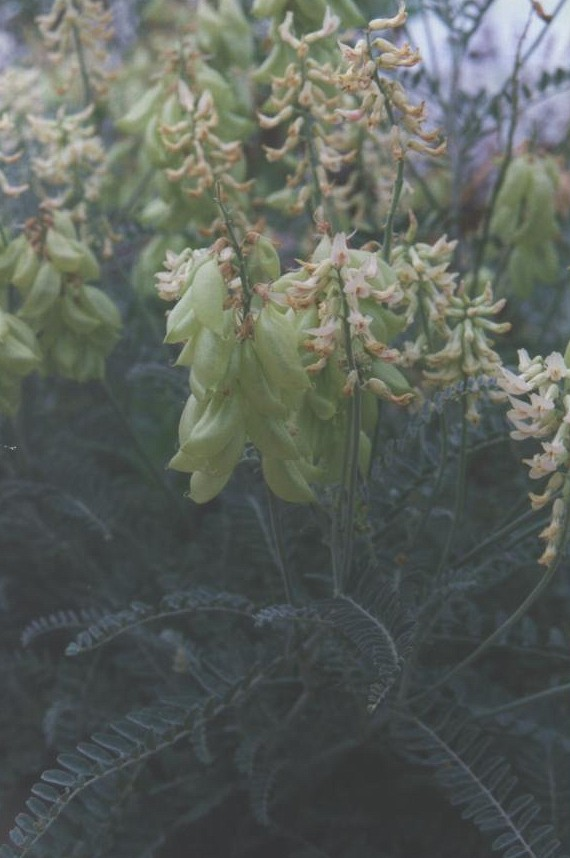